# جون لامبرت (كرة سلة)
جون لامبرت (بالإنجليزية: John Lambert)‏ مواليد 14 يناير 1953 في بيركيلي، هو لاعب كرة سلة أمريكي معتزل. بدأ مسيرته الاحترافية في سنة 1975. تم اختياره من قبل فريق كليفلاند كافالييرز خلال الدرافت. حمل الرقم 24. يبلغ طوله 6 قدم 10 بوصة (2.1 م). اعتزل اللعب في 1983. أحرز خلال مسيرته في الإن بي إيه 1688 نقطة بمعدل 3.8 نقاط في المباراة الواحدة.

## المسيرة الاحترافية
لعب مع كليفلاند كافالييرز من سنة 1975 إلى 1981، ثم لعب مع سكرامنتو كينغز من سنة 1980 إلى 1982، ثم لعب مع سان أنطونيو سبرز في سنة 1982، ثم لعب مع رير فينيزيا مستري في موسم 1982–1983.

## روابط خارجية
- جون لامبرت على موقع إن بي أي (الإنجليزية)
- جون لامبرت على موقع سبورتس رفرنس (الإنجليزية)
- جون لامبرت على موقع كلية كرة السلة في سبورتس رفرنس.كوم (الإنجليزية)
- جون لامبرت على موقع ريلجم (الإنجليزية)
- جون لامبرت على موقع بروبوليرز (الإنجليزية)